# Konstantyn Lerner
Konstantyn Zajvelevyč Lerner (in ucraino Костантин Зайвелевич Лернер?; Odessa, 28 febbraio 1959 – Herzliya, 24 settembre 2011) è stato uno scacchista ucraino naturalizzato israeliano (sovietico fino al 1991).
Ottenne il titolo di Grande Maestro nel 1986.
Di famiglia ebraica, nel 2001 si trasferì in Israele, giocando da allora per tale paese in tutte le competizioni.

## Principali risultati
Vinse il campionato ucraino nel 1978 e 1982.
Partecipò a diversi campionati sovietici, ottenendo il suo miglior risultato con il 2º posto dietro a Andrej Sokolov nel 51º campionato sovietico del 1984 a Leopoli.
Lerner vinse, da solo o ex æquo, molti tornei internazionali. Tra di essi vi furono il Rubinstein Memorial a Polanica-Zdrój nel 1985 e 1986, Tallinn 1986, Mosca 1986, Genova 1989, Copenaghen 1990 (Politiken Cup), Gausdal 1992, Mykolaïv 1995, Berlino 1997, Graz 1997, Recklinghausen 1999, Bad Wörishofen 2000, Tel Aviv 2001 e 2002, Rishon LeZion 2004, Givatayim 2005 e Herzliya 2005.
Nel 2004 si classificò 3°-4° nel campionato israeliano a Ramat Aviv. Nel 2005 vinse una medaglia di bronzo nei Maccabiah Games di Gerusalemme 
Partecipò a diversi campionati israeliani a squadre con il club Kefar-Saba.
Nel Campionato del mondo del 1987 a Siviglia tra il detentore Garri Kasparov e Anatolij Karpov (terminato in parità 12-12) è stato uno dei secondi di Anatolij Karpov.
Ha ottenuto il suo massimo rating FIDE in luglio 1995, con 2605 punti Elo.